# Марк Эмилий Лепид (заговорщик)
Марк Эми́лий Ле́пид Мла́дший (лат. Marcus Aemilius Lepidus Minor; умер после 30 года до н. э.) — древнеримский патриций и заговорщик, сын участника второго триумвирата Марка Эмилия Лепида.

## Биография

### Происхождение
Марк происходил из знатного патрицианского рода Эмилиев Лепидов и был старшим сыном в семье консула 46 года до н. э., члена 2-го триумвирата, носившего такое же имя, и Юнии Секунды, сестры одного из организаторов убийства Гая Юлия Цезаря, Марка Юния Брута.

### Гражданская деятельность
После убийства действующего консула Гая Юлия Цезаря, 17 марта 44 года до н. э. Марк Эмилий Лепид-старший отправил своего старшего сына на Капитолий в качестве заложника, гарантирующего безопасность убийцам диктатора. Известно, что в этом же году Лепид-младший был обручён с дочерью коллеги Юлия Цезаря по консульству, Марка Антония. В 37 году до н. э. уже консуляр (бывший консул) и триумвир Марк Антоний направил к Лепиду-старшему своего вольноотпущенника Каллия для переговоров под предлогом заключения этого брака, но свадьба, по-видимому, не состоялась. Позднее Марк Лепид женился на Сервилии, дочери консула 48 года до н. э. Публия Сервилия Исаврийского. В 30 году до н. э. Лепид-младший организовал заговор против Гая Юлия Цезаря Октавиана, но был разоблачён Гаем Цильнием Меценатом, арестован и казнён.